# Hope for Haiti Now: A Global Benefit for Earthquake Relief
Hope for Haiti Now: A Global Benefit for Earthquake Relief è stato un telethon di beneficenza che ha avuto luogo il 22 gennaio 2010.
Ideato e sviluppato dall'attore George Clooney allo scopo di raccogliere fondi per le popolazioni colpite dal terremoto di Haiti del 2010, il telethon è stato trasmesso in contemporanea mondiale, attraverso televisione, internet e telefonia. Partire dalla ore 20:00, ora di New York, George Clooney ha presentato dagli studi di Los Angeles mentre Wyclef Jean dagli studi di New York, con collegamenti da Haiti con il presentatore dalla CNN Anderson Cooper.
La realizzazione del telethon è stata annunciata da MTV Networks il 15 gennaio 2010, due giorni dopo il devastante sisma che ha colpito Haiti, provocando oltre 100.000 vittime. La manifestazione è stata una delle tante risposte umanitarie al terremoto, raccogliendo oltre 57 milioni di dollari ed entrando nella storia come il telethon più diffuso a livello globale.
Alla manifestazione hanno aderito numerosi personaggi del cinema e della musica, per raccogliere fondi da destinare alle varie associazioni benefiche scelte da Hope for Haiti Now. Tutte le esibizioni dei cantanti sono state messe in vendita su iTunes Store ad un prezzo di 99 centesimi, a partire dal giorno successivo al Telethon. Il negozio digitale, gestito da Apple Inc., ha battuto ogni record di pre-ordini dell'album Hope for Haiti Now in un solo giorno, balzando al posto posto della classifica iTunes in oltre 18 paesi.

## Associazioni benefiche
- Clinton Bush Haiti Fund
- Programma Alimentare Mondiale delle Nazioni Unite
- Oxfam America
- Partners in Health
- Croce Rossa
- UNICEF
- Yéle Haiti Foundation

### Telefonisti celebri
Di seguito vengono elencate, in ordine alfabetico per cognome, tutte le celebrità che hanno partecipato al telethon come telefonisti.
| - Ben Affleck - Tim Allen - Jennifer Aniston - David Archuleta - Alec Baldwin - Ellen Barkin - Drew Barrymore - Garcelle Beauvais - Jack Black - Emily Blunt - Russell Brand - Benjamin Bratt - Pierce Brosnan - Gerard Butler - Chevy Chase - Kristin Chenoweth - Sacha Baron Cohen - Common - Sean Combs - Bradley Cooper - Daniel Craig - Cindy Crawford - Penélope Cruz - Billy Crystal - John Cusack - Eric Dane - Robert De Niro |  | - Ellen DeGeneres - Leonardo DiCaprio - Snoop Dogg - Fran Drescher - Michael Clarke Duncan - Zac Efron - Jenna Elfman - Colin Farrell - Andy García - Mel Gibson - Tyrese Gibson - Selena Gomez - Neil Patrick Harris - Taraji P. Henson - Tom Hanks - Djimon Hounsou - Vanessa Hudgens - Randy Jackson - Jimmy Jean-Louis - Dwayne Johnson - Joe Jonas - Kevin Jonas - Nick Jonas - Quincy Jones - Diane Keaton - Michael Keaton - Anna Kendrick |  | - Greg Kinnear - Jane Krakowski - John Krasinski - Jessica Lange - Taylor Lautner - Daniel Day-Lewis - Jared Leto - Justin Long - Rose McGowan - Ewan McGregor - Tobey Maguire - Ricky Martin - Katharine McPhee - Debra Messing - Alyssa Milano - Jack Nicholson - Keke Palmer - Holly Robinson Peete - Katy Perry - Tyler Perry - Chris Pine - Jeremy Piven - Jeremy Renner - Tim Robbins - Julia Roberts - Ray Romano - Jeri Ryan |  | - Meg Ryan - Zoe Saldana - Adam Sandler - Nicole Scherzinger - Gabourey Sidibe - Kimora Lee Simmons - Russell Simmons - Christian Slater - Steven Spielberg - Molly Sims - Ringo Starr - Taylor Swift - Charlize Theron - Ashley Tisdale - Marisa Tomei - Amber Valletta - Sofía Vergara - Mark Wahlberg - Joe Walsh - Sigourney Weaver - Forest Whitaker - Olivia Wilde - Rainn Wilson - Robin Williams - Reese Witherspoon - Stevie Wonder - Noah Wyle |

## Scaletta
Nel corso della manifestazione si sono alternate esibizioni musicali con discorsi e appelli accorati al fine di raccogliere più fondi possibile. Di seguito viene proposta, in ordine apparizione, la scaletta del telethon.
- Alicia Keys - Esibizione con Prelude to Kiss
- George Clooney - Discorso: introduzione
- Coldplay - Esibizione con A Message
- Halle Berry - Discorso: racconto della storia di Monley Elize
- Bruce Springsteen con i membri della The Sessions Band - Esibizione con We Shall Overcome
- Anderson Cooper - Reportage
- Leonardo DiCaprio - Discorso
- Stevie Wonder - Esibizione con A Time to Love/Bridge over Troubled Water
- Wyclef Jean - Discorso
- Shakira con The Roots - Esibizione con I'll Stand by You
- Reese Witherspoon - Banca telefonica
- Anderson Cooper - Reportage: orphanage director
- John Legend - Esibizione con Motherless Child
- Jon Stewart - Discorso: i sopravvissuti dalle macerie
- Mary J. Blige - Esibizione con Hard Times Come Again No More
- Samuel L. Jackson - Discorso
- Taylor Swift - Esibizione con Breathless
- Nicole Kidman - Discorso: storia di Jeannette e Roger
- Christina Aguilera - Esibizione con Lift Me Up
- Julia Roberts - Banca telefonica
- Anderson Cooper - Clip: le strade del centro di Port-au-Prince
- Robert Pattinson - Discorso
- Sting con The Roots e Chris Botti alla tromba - Esibizione con Driven to Tears
- Matt Damon e Clint Eastwood - Discorso: le forze di pace che hanno perso la vita
- Beyoncé con Chris Martin al piano - Esibizione con Halo
- Steven Spielberg - Banca telefonica
- Morgan Freeman - Discorso: poesia di Kalamu ya Salaam
- Sheryl Crow, Kid Rock e Keith Urban - Esibizione con Lean on Me
- Anderson Cooper - Intervista a una adolescente salvata il primo giorno
- Bill Clinton - Discorso per "Clinton Bush Haiti Fund"
- Madonna - Esibizione con Like a Prayer
- Ben Stiller - Discorso: le scuole di Haiti
- Sanjay Gupta - Clip: strutture mediche di fortuna
- Sanjay Gupta e Anderson Cooper - Reportage: la mancanza di antibiotici di base
- Catherine Porter - Discorso sulla sua prevista adozione di una bambina haitiana
- Justin Timberlake con Charlie Sexton e Matt Morris - Esibizione con Hallelujah
- Taylor Swift - Banca telefonica
- Muhammad Ali e Chris Rock - Discorso: Chris Rock legge un messaggio di Ali
- Jennifer Hudson con The Roots - Esibizione con Let It Be
- Anderson Cooper - Reportage
- Brad Pitt - Discorso: introduce la cantante haitiana Emeline Michel
- Emeline Michel - Esibizione con Many Rivers to Cross
- Tom Hanks - Discorso: racconta la storia di Farina L'Enjou, che ha trascorso 60 ore in cerca della famiglia
- Jay-Z, Rihanna, The Edge e Bono - Esibizione con Stranded (Haiti Mon Amour)
- Stevie Wonder - Banca telefonica
- Julia Roberts - Discorso
- Dave Matthews e Neil Young - Esibizione con Alone and Forsaken
- Denzel Washington - Discorso
- Wyclef Jean - Rivers of Babylon/Yéle

Gli artisti si sono esibiti in diverse città
- New York: Wyclef Jean, Madonna, Bruce Springsteen, Jennifer Hudson, Mary J. Blige, Shakira e Sting
- Los Angeles: Alicia Keys, Christina Aguilera, Dave Matthews, Neil Young, John Legend, Justin Timberlake, Stevie Wonder, Taylor Swift, Emeline Michel, Keith Urban, Kid Rock e Sheryl Crow
- Londra: Beyoncé, Coldplay, Bono, The Edge, Jay-Z e Rihanna.